# Amara castalia
Amara castalia är en skalbaggsart som beskrevs av Thomas Casey. Amara castalia ingår i släktet Amara och familjen jordlöpare. Inga underarter finns listade i Catalogue of Life.